# Municipio de Cedar (condado de Cowley)
El municipio de Cedar (en inglés: Cedar Township) es un municipio ubicado en el condado de Cowley en el estado estadounidense de Kansas. En el año 2010 tenía una población de 37 habitantes y una densidad poblacional de 0,31 personas por km².

## Geografía
El municipio de Cedar se encuentra ubicado en las coordenadas 37°3′48″N 96°33′46″O / 37.06333, -96.56278. Según la Oficina del Censo de los Estados Unidos, el municipio tiene una superficie total de 120.26 km², de la cual 119,47 km² corresponden a tierra firme y (0,66 %) 0,79 km² es agua.

## Demografía
Según el censo de 2010, había 37 personas residiendo en el municipio de Cedar. La densidad de población era de 0,31 hab./km². De los 37 habitantes, el municipio de Cedar estaba compuesto por el 100 % blancos. Del total de la población el 0 % eran hispanos o latinos de cualquier raza.